# Casimir Monteil
Pour les articles homonymes, voir Monteil.
 (décembre 2020).
Si vous disposez d'ouvrages ou d'articles de référence ou si vous connaissez des sites web de qualité traitant du thème abordé ici, merci de compléter l'article en donnant les références utiles à sa vérifiabilité et en les liant à la section « Notes et références ».
 (décembre 2020).
La mise en forme du texte ne suit pas les recommandations de Wikipédia : il faut le « wikifier ».
Les points d'amélioration suivants sont les cas les plus fréquents. Le détail des points à revoir est peut-être précisé sur la page de discussion.
- Les titres sont pré-formatés par le logiciel. Ils ne sont ni en capitales, ni en gras.
- Le texte ne doit pas être écrit en capitales (les noms de famille non plus), ni en gras, ni en italique, ni en « petit »…
- Le gras n'est utilisé que pour surligner le titre de l'article dans l'introduction, une seule fois.
- L'italique est rarement utilisé : mots en langue étrangère, titres d'œuvres, noms de bateaux, etc.
- Les citations ne sont pas en italique mais en corps de texte normal. Elles sont entourées par des guillemets français : « et ».
- Les listes à puces sont à éviter, des paragraphes rédigés étant largement préférés. Les tableaux sont à réserver à la présentation de données structurées (résultats, etc.).
- Les appels de note de bas de page (petits chiffres en exposant, introduits par l'outil «  Source ») sont à placer entre la fin de phrase et le point final[comme ça].
- Les liens internes (vers d'autres articles de Wikipédia) sont à choisir avec parcimonie. Créez des liens vers des articles approfondissant le sujet. Les termes génériques sans rapport avec le sujet sont à éviter, ainsi que les répétitions de liens vers un même terme.
- Les liens externes sont à placer uniquement dans une section « Liens externes », à la fin de l'article. Ces liens sont à choisir avec parcimonie suivant les règles définies. Si un lien sert de source à l'article, son insertion dans le texte est à faire par les notes de bas de page.
- La présentation des références doit suivre les conventions bibliographiques. Il est recommandé d'utiliser les modèles {{Ouvrage}}, {{Chapitre}}, {{Article}}, {{Lien web}} et/ou {{Bibliographie}}. Le mode d'édition visuel peut mettre en forme automatiquement les références.
- Insérer une infobox (cadre d'informations à droite) n'est pas obligatoire pour parachever la mise en page.

Pour une aide détaillée, merci de consulter Aide:Wikification.
Si vous pensez que ces points ont été résolus, vous pouvez retirer ce bandeau et améliorer la mise en forme d'un autre article.
Casimir Monteil, né le 1er juillet 1876 à Rochemaure (Ardèche) et mort le 11 octobre 1965 à Paris, est ingénieur des Arts et Métiers, ingénieur de l’École centrale Paris et Docteur ès sciences mathématiques.
Entre les deux guerres, il fut professeur de thermodynamique, de mécanique des fluides et d’hydraulique dans plusieurs écoles d’ingénieurs. Nommé Directeur de l’École Centrale de Paris le 18 mars 1944, il occupa cette fonction jusqu’au 17 mai 1948 malgré avoir dépassé la limite d’âge puisqu’il avait 72 ans quand il a quitté l’ECP.
Sa vocation pour l’enseignement ne pouvait lui faire oublier sa formation d’ingénieur. Ainsi, il occupa parallèlement plusieurs emplois dans l’industrie, notamment auprès d’Auguste Rateau mais aussi pour les Papeteries de Gascogne à Mimizan dans les Landes.
Auteur de nombreux ouvrages techniques, cofondateur des Techniques de l’ingénieur, Membre de l’Institut, Casimir Monteil a été décoré de la Croix de guerre 14-18 pour ses mérites militaires et fait commandeur de la Légion d’honneur et commandeur des Palmes académiques.

## Biographie

### Origines
Casimir Auguste Monteil, né le 1er juillet 1876, est originaire de Rochemaure, un petit village de l’Ardèche situé sur les rives du Rhône, de l’autre côté de Montélimar. Son père, Auguste Monteil ainsi que son grand-père maternel, Casimir Jamme, étaient cordonniers et fabriquaient pour les habitants du canton des souliers dans une petite échoppe de la rue du Faubourg, au centre du village, à deux pas de la mairie et de l’église.
Casimir est un bon élève. À 12 ans, il est reçu premier du canton au Certificat d’études primaires le 26 juin 1888 et remarqué par l’instituteur qui conseille vivement à ses parents de lui faire poursuivre ses études à l’École primaire supérieure de Bourg Saint-Andéol, à 40 km au sud de Rochemaure pour lesquelles ses parents ont obtenu une « demi-bourse d’internat ».
Casimir présente alors le concours d’entrée à l’École Nationale d’Arts et Métiers d’Aix-en-Provence où il est reçu à l’âge de 15 ans. Après avoir passé trois ans à Aix, il obtint à 18 ans le diplôme d’Ingénieur de l’École Nationale des Arts et Métiers, le 2 août 1894. Il restera toujours très fier d’être un « gadzarts » et deviendra même plus tard Président de la Société des Anciens Élèves des Écoles Nationales des Arts et Métiers.

### Années d’études à Paris
C’est en 1894 que Casimir Monteil « monta à Paris » où il fut accueilli par « le cousin Guigon », originaire de Meysse, village au nord de Rochemaure et cousin de la famille Monteil. En arrivant dans la capitale, Casimir s’est vite rendu compte que s’il voulait réussir, il devait perdre son accent du midi et il fit un effort particulier pour « parler pointu » comme les Parisiens.

#### Concours d’entrée à Centrale
Il intègre alors l’École Duvignau de Lanneau située 71 boulevard Pereire (Place de Wagram) dans le 17e arrondissement, afin de préparer le concours d’entrée à l’École centrale de Paris.
Après un an comme répétiteur dans cette école et tout en suivant les cours de préparation au concours d’entrée, Casimir Monteil entra à l’École Centrale des Arts et Manufactures le 4 novembre 1895, et obtint son diplôme d’Ingénieur trois ans plus tard, à 22 ans, le 13 juillet 1898, dans la lignée de quelques brillants prédécesseurs tels que René Panhard (1886), Louis Blériot (1895) ou les frères Armand et Robert Peugeot (1895) et suivi par des personnalités connues telles que l’écrivain Boris Vian (1942), ou le chanteur Antoine (1966).
Les élèves et anciens élèves de l’École Centrale s’appelaient les « Centraux » au XIXe siècle, puis les « Centraliens » à partir du milieu du XXe siècle et jusqu’à nos jours. On les appelait plus familièrement les « Pistons » et le symbole de l’École est une abeille depuis l’origine.

#### Service militaire
Ayant suivi pendant ses trois années d’études à l’École Centrale les cours de préparation militaire des Officiers de réserve, il fut affecté au 6e Régiment d’Artillerie à la caserne Charenton de Valence et fut promu dès le 1er octobre 1898, Sous-lieutenant de réserve d’artillerie. Il accomplit ensuite deux périodes militaires en 1904 et 1906 avant d’être nommé Lieutenant le 21 mars 1908. Un de ses illustres prédécesseurs, Bonaparte lui-même, avait intégré ce régiment d’artillerie à Valence en tant que sous-lieutenant, mais c’était en 1785 !...
L’artillerie était à cette époque « l’arme savante », en plein développement, où les jeunes ingénieurs, en particulier les gadzarts et les mathématiciens excellaient dans les calculs de balistique des tirs de canon. Comme l’indique sa fiche militaire, « il a accompli une 1re période d’exercices dans le 6e Régiment d’Artillerie à Valence du 24 mai au 22 juin 1900 ».

#### Vie personnelle au Quartier latin
Pendant son service militaire, il fit la connaissance de Mathilde Claudel, née à Privas en 1875, institutrice, fille de Jean-Baptiste Claudel, officier originaire de l’est de la France, Lieutenant de recrutement. Ils se sont rencontrés très probablement au Cercle militaire de Valence.
Non mariés, Casimir et Mathilde vécurent ensemble à Paris en plein cœur du quartier latin, où il poursuivait ses études. Afin de subvenir à leurs besoins, il donnait des cours de mathématiques dans divers établissements, en particulier au Collège Sainte-Barbe, le plus vieux collège de Paris, d’octobre 1901 à juin 1903, à l’École Supérieure de Physique et de Chimie Industrielles et à l’École Duvignau de Lanneau dédiée à la préparation à l’École Centrale, d’octobre 1902 à juin 1907. Il donnait également des cours de maths chez lui à de jeunes étudiants de 1902 à 1905.
Ils s’installèrent tout d’abord dans un meublé au no 4 du boulevard Saint-Marcel dans le 5e arrondissement puis, à partir de novembre 1901, ils occupèrent un autre appartement dans le même quartier, au no 3 de la rue Du Sommerard jusqu’en septembre 1903. Enfin, au début du mois d’octobre 1903, ils déménagèrent de nouveau pour un appartement plus spacieux, situé 39 rue Monge, toujours dans le 5e arrondissement. Durant cette période de 1901 à 1904, ils ont eu quatre enfants dont deux sont décédés en bas âge. Du 1er au 30 septembre 1904, puis du 20 août au 18 septembre 1906, Casimir a suivi, en tant que sous-lieutenant de réserve, une période militaire au 6e Régiment d’Artillerie de Valence.
Désirant s’établir, Casimir et Mathilde achetèrent une petite maison avec un jardinet, 10 rue de l’Orne à Asnières-sur-Seine, vers le mois de juillet 1907, puis le 31 août, ils se marièrent à la mairie d’Asnières, peu de temps avant une nouvelle naissance, celle du deuxième garçon Jacques. Ainsi en huit ans, de 1901 à 1909, Casimir et Mathilde eurent quatre enfants :
- Jean Georges (né le 7 avril 1902)
- Marguerite Marie-Louise (née le 10 octobre 1904)
- Jacques Paul (né le 19 septembre 1907)
- Marie-Louise Joséphine (née le 18 février 1909)

Vers le milieu de l’année 1911, Casimir Monteil vendit sa maison d’Asnières, apparemment trop éloignée du centre de Paris et des établissements où il enseignait. Il acheta alors un grand appartement, assez près de l’École Centrale, au n° 31 de l’avenue Parmentier dans le 11e arrondissement où la famille Monteil demeura jusqu’à la fin de la Seconde Guerre mondiale.

#### Thèse de doctorat à la Sorbonne
Il continue ses études à la Sorbonne dans le domaine de la « science pure » et obtient une licence en mathématiques en 1903, avec les certificats suivants :
- Calcul différentiel et intégral,
- Mécanique rationnelle,
- Astronomie,
- Analyse supérieure.

Le 10 juillet 1906, Casimir Monteil obtint le diplôme, signé par le Ministre de l’instruction publique, Aristide Briand, de « Docteur ès sciences mathématiques » à la Sorbonne, à l’époque Faculté des sciences de Paris, avec la mention “très honorable”, la plus élevée que décerne la faculté. Le jury était composé de trois célèbres mathématiciens MM. Paul Appell, Joseph Boussinesq et Émile Picard, Président de l’Académie des sciences.
Pour cela, le 22 décembre 1905, il avait brillamment soutenu une thèse sur un sujet délicat de thermodynamique intitulée « Contribution à l’étude des courants de convection calorifique ».

#### Début de carrière
- Si vous ne connaissez pas le sujet, laissez ce bandeau (vous pouvez alors contacter les auteurs).
- Si vous supprimez le contenu mis en cause (vous pouvez préalablement contacter les auteurs),

argumentez précisément cette suppression dans la page de discussion
(un manque de référence n'est pas un argument ; une recherche réelle de référence doit avoir été effectuée, être formellement documentée).
À partir de septembre 1906, Casimir Monteil est tout d’abord répétiteur du cours de Mécanique appliquée de Maurice Lévy à l’École Centrale, en 3e année. Puis, au cours de l’année scolaire 1909-1910, il devient le suppléant de Maurice Lévy, frappé d’hémiplégie. Enfin, à partir de 1911, il est chargé du cours de Mécanique appliquée.
En 1913, par une pétition recueillant plus de 750 signatures, les élèves des trois promotions, demandèrent sa nomination comme Professeur de la chaire de Mécanique appliquée.
Il devint donc professeur titulaire et le restera jusqu’à l’âge de la retraite, mais également membre du Conseil de l’École centrale de Paris à partir de 1913.
De l’avis de tous, Casimir Monteil était un « bon prof ». Plein d’esprit, il avait un don pour passionner les élèves sur des sujets parfois difficiles. Ses cours magistraux, émaillés d'anecdotes, attiraient même des élèves d’autres sections et ses amphithéâtres étaient toujours pleins.

#### La guerre de 14-18
Malgré ses 38 ans et ses quatre enfants, Casimir Monteil est mobilisé dès le début de la guerre, le 4 juillet 1914, et envoyé en tant que lieutenant sur le front, le 4 août 1914, dans le 5e Régiment d’artillerie lourde, 3e Groupe de batterie.

#### Lieutenant d’artillerie près de Compiègne
En novembre 1914, il est basé au château Sainte-Claire près de Compiègne et demande à sa famille de lui écrire, de préférence, à l'adresse suivante : « Monsieur Monteil, Café de la Cloche à Compiègne, sans autre indication, car le courrier arrive plus rapidement que par la voie militaire ».
Dès le début de la guerre, afin de protéger sa famille, il demanda à son épouse Mathilde Monteil de se réfugier avec ses quatre enfants à Rochemaure, chez leurs grands-parents.
En février 1915, Casimir Monteil quitte le château Sainte-Claire pour « un autre coin » qu’il lui est « défendu de préciser par lettre ». Pendant l’été 1915, il obtient une permission et rejoint sa famille à Rochemaure.
Peu de temps après son retour de permission, le 17 septembre 1915, il est détaché au « Centre d’instruction du tir contre les aéronefs » à Arnouville-lès-Gonesse, puis un mois plus tard, le 22 octobre 1915, il est affecté à l’Artillerie demi fixe no 2 de la 65e Division d’infanterie. Il semble utile de rappeler qu’au début de la Première Guerre mondiale, l'aviation n'en était qu'à ses balbutiements. À ce moment-là, dans le ciel de la France en guerre, on commence pourtant à apercevoir de plus en plus d'engins volants de la Luftstreitkräfte, la force aérienne de l'empire allemand. Pour l'armée française, un objectif : apprendre à se défendre contre ces appareils. Mais pour cela, il faut avant tout se former. Et c'est à Arnouville, que l'état-major des armées décide, en juin 1915, d'installer le premier Centre de formation de tir antiaérien de France.
Jusqu’en septembre 1917, il demeure à l’est de Compiègne au château Sainte-Claire, aujourd’hui transformé en un vaste domaine spécialisé dans les cérémonies de mariage. Sur les photos qu’il a prises, on trouve les lieux de St-Crépin aux-bois, le château de Nervaise à Tracy-le-Mont, le bois Saint-Mard ou encore la ferme de Quennevières à Moulin-sous-Touvent. Tous ces lieux sont chargés d’histoire et ont été le théâtre de violents combats. De nombreux articles et publications historiques retracent les combats qui s’y sont déroulés.
Le château Sainte-Claire est situé à quelques kilomètres de la clairière de Rethondes, lieu de mémoire où fut signé l’armistice et où se sont rencontrés Angela Merkel et Emmanuel Macron lors des cérémonies du 11 novembre 2018 célébrant le centenaire de l’armistice.
En tant qu’officier, il se déplaçait à cheval, qui était d’ailleurs une jument qu’il avait baptisée avec un certain humour, « Marguerite », le prénom de sa fille aînée !... Casimir Monteil est promu au grade de capitaine le 6 mai 1916.

#### Capitaine commandant la DCA au nord de Nancy
Le 1er octobre 1917, dès que la décision fut prise de créer les trois premiers régiments de DCA (Défense Contre les Aéronefs), les 63°, 64° et 65° Régiments d’Artillerie (RA), Casimir Monteil est affecté au 63e régiment d'artillerie, Commandant la DCA de la Région Industrielle de Nancy, où il restera jusqu’à la fin de la guerre.
Le lieutenant-colonel Eugène Pagézy, polytechnicien, est nommé, le 20 octobre 1917, au commandement du 63e RA, régiment qui rassemble alors les formations de DCA de l’armée française. Selon lui, il faut tenir compte davantage d’éléments comme l’altitude de l’avion, sa direction et sa vitesse, plutôt que des données habituelles de balistique terrestre (site, gisement, portée) et ces nouveaux calculs ne devaient pas déplaire à Casimir Monteil.
À partir de cette date et jusqu’en janvier 1919, Casimir Monteil se trouve dans des conditions encore plus difficiles à une quinzaine de kilomètres au nord de Nancy, dans la région de Domèvre-en-Haye et sur le plateau d’Amance durement frappé par les bombardements allemands.
Quelques mois avant la fin de la guerre, le 12 août 1918, le « Capitaine Monteil Casimir Auguste, du 63e Régiment d’Artillerie, Commandant la D.C.A. (Défense Contre Avions) de la région industrielle de Nancy » fut cité à l’ « Ordre de l’Artillerie de l’Armée » avec cet éloge :
« Par ses reconnaissances personnelles, aériennes et terrestres, par son savoir et son énergie, a remarquablement organisé la Défense Anti-Aérienne d’une importante région industrielle du front et a largement coopéré à écarter les fréquentes tentatives de bombardement des avions ennemis ».
Par ailleurs, le 28 décembre 1918, Casimir Monteil est nommé chevalier de la Légion d'honneur, « pour ses mérites militaires ».
Il refusa pendant toute la guerre de quitter son commandement alors qu’un poste de professeur dans un centre d’instruction pour aviateurs lui était offert.
À la fin de la Grande Guerre, deux mois environ après la signature de l’armistice, Casimir Monteil toujours affecté près de Nancy, est démobilisé le 5 janvier 1919 et « se retire » au 31 de l’avenue Parmentier à Paris, appartement qu’il avait acheté en 1911 et quitté en 1914 pour partir à la guerre. Il sera « rayé des cadres » plus tard, le 3 février 1923.

### Carrière dans l’enseignement
Entre les deux guerres, Casimir Monteil est professeur dans plusieurs établissements dont les principaux sont l’École centrale des arts et manufactures, le Conservatoire national des arts et métiers, l’École supérieure d'électricité, l’École supérieure de physique et de chimie industrielles et l’Institut français du froid industriel, sans parler des autres interventions, conférences ou allocutions.
Il enseigne également des matières très différentes, allant de la thermodynamique à l’hydraulique en passant par les turbines à vapeur et la mécanique des fluides.

#### L’École centrale de Paris
Dès la fin de la guerre, au début de l’année 1919, Casimir Monteil retrouve ses élèves à l’École centrale et sa chaire de mécanique appliquée, dont il était titulaire. Succédant à Léon Letombe, Casimir Monteil est titulaire de la chaire des machines thermiques à l’École centrale, à partir de 1920 et jusqu’en 1941.
Par ailleurs, chaque année, les élèves de Centrale publiaient un carnet de caricatures de leurs profs intitulé « Croquis d’amphi », carnets très recherchés aujourd’hui. Plusieurs de ces dessins le concernant sont reproduits ci-dessous, avec la date de leur publication.
En 1932, Casimir Monteil est nommé vice-président du Conseil de l’école, puis président du Conseil de l’ECP de 1938 à 1944. Il sera remplacé à ce poste par Albert Portevin, membre de l’Institut et éminent métallurgiste.
Assurant la succession de Léon Guillet, reconnu pour ses recherches sur les aciers inoxydables, Casimir Monteil fut nommé directeur de l’École centrale de Paris à partir du 18 mars 1944 jusqu’en février 1945, puis fut reconduit à ce poste jusqu’au 17 mai 1948, malgré avoir dépassé la limite d’âge.
Il confiait aux journalistes des journaux Le Matin et Paris-Soir qui le questionnaient quelques instants après sa nomination en tant que Directeur de l’ECP : « Je compte vivre très près de mes élèves et, naturellement maintenir la belle tradition de l’école. Il va sans dire que la question des prisonniers me préoccupe beaucoup. Le ministre de l’Éducation nationale m’a recommandé de les recevoir humainement, c’est-à-dire de raccourcir leurs études et de ne pas les faire languir, quitte à leur donner, si c’est nécessaire, un enseignement postscolaire ». Il ajoutait : « J’ai quatre enfants et huit petits-enfants et j’espère bien que l’école puisera largement dans ma famille ; mes deux gendres, d’ailleurs, sortent de Centrale ».
Et le journaliste termine son article : « On conviendra que le Ministre de l’Éducation nationale ne pouvait pas mieux choisir ». Casimir Monteil eut donc la lourde tâche d’administrer l’École centrale vers la fin la Seconde Guerre mondiale et à la Libération avec de graves problèmes financiers.
Dans le livre L’Histoire de l’École centrale Paris, on relève page 67 : « Depuis 1857, date du don à l’État, l’École Centrale dispose d’une large autonomie de gestion et doit assurer l’équilibre de ses comptes par les frais de scolarité, les dons et subventions.
Casimir Monteil (1898) qui succède à Léon Guillet à la direction de l’École, se trouve confronté après la seconde guerre mondiale à de graves difficultés financières, incompatibles avec le développement de l’École.
La nationalisation de l’École Centrale est inévitable. Le Conseil de l’École décide de renoncer à l’autonomie et demande son inscription au budget de l’État. Par la loi du 28 septembre 1946, cette proposition est acceptée et l’École centrale est intégrée dans les Écoles Supérieures d’Enseignement Technique dépendant du ministère de l’Instruction Publique ».
Entré en 1895, Casimir Monteil quitta l’ECP en 1948 après 53 ans de service ; il avait 72 ans.

#### Le Conservatoire National des Arts et Métiers
Casimir Monteil est nommé professeur du cours de Machines au Conservatoire National des Arts et Métiers (CNAM), à partir du 1er novembre 1929 où il eut la lourde tâche de remplacer le professeur Édouard Sauvage connu et apprécié dans le monde entier, lorsqu’il prit sa retraite.
Pensant faire éventuellement son dernier cours au CNAM, à la fin de l’année scolaire 1943-44, Casimir Monteil fit un discours émouvant à ses élèves, en présence du directeur de l’école. En réalité, à cause de la fin de la guerre et de la Libération, il cessa ses fonctions au CNAM deux ans plus tard, le 1er novembre 1946, à l’âge de 70 ans, après 17 ans d’une fructueuse collaboration.
Voici les propos de son successeur Michel Pluviose, professeur au CNAM : « Monsieur Monteil a laissé au Conservatoire la réputation d’un grand Professeur, donnant un enseignement extrêmement clair et sachant mettre à la portée des élèves des notions parfois difficiles ».

#### L’École supérieure d’électricité
Casimir Monteil est nommé maître de conférences à l’École supérieure d'électricité, appelée communément Supélec, assurant les cours de turbines à vapeur et d’hydraulique, pendant 25 ans, c’est-à-dire de 1916 et jusqu’en 1941 avec autorisation de cumul en 1937. Il a donc connu l’ancienne école située 12 rue de Staël, puis à partir de 1927, le nouveau bâtiment de style « Art déco », ultra moderne pour l’époque, situé à Malakoff près de la porte de Vanves.

#### L’École supérieure de physique et de chimie industrielles
Casimir Monteil est nommé maître de conférences pour le cours de « moteurs à explosion et à combustion interne » à l’École supérieure de physique et de chimie industrielles de la ville de Paris (ESPCI), de 1916 à 1929.
Depuis sa fondation en 1882, l’ESPCI est située au 10 rue Vauquelin, sur la montagne Sainte-Geneviève du Quartier latin dans le 5e arrondissement de Paris. L'histoire et la réputation de l'école sont marquées par les découvertes de ses sept prix Nobel.

#### L’Institut français du froid industriel
En 1942, l'Association Française du Froid (AFF) et la direction du Conservatoire national des arts et métiers (CNAM) décident de réorganiser, sous la forme d'un institut du CNAM, l'enseignement de spécialisation en froid industriel. L’Institut français du froid industriel (IFFI) est ainsi créé le 31 octobre 1942 et dès l'automne 1943, les 24 premiers diplômes sont décernés.
Dès sa création, Casimir Monteil est nommé directeur des Études de l’Institut français du froid industriel, le 1er novembre 1942.

### Carrière dans l’industrie
La vocation de Casimir Monteil pour l’enseignement ne pouvait lui faire oublier sa formation et son métier d’ingénieur. Il a toujours désiré rester en contact étroit avec l’industrie et a occupé plusieurs emplois. Sans être exhaustif, voici quelques fonctions qu’il a assuré dans le secteur privé.

#### Société générale de constructions mécaniques
De 1907 à 1919, Casimir Monteil est chef du bureau d'études puis ingénieur en chef de la Société générale de constructions mécaniques, constructeur de turbines Rateau, située 54 avenue de la République à Paris.
En 1919 et 1920, il devient ingénieur-conseil (développement de machines thermiques) puis membre du comité de direction de cette société. Dès cette époque, débute une longue et fructueuse collaboration, commencée aux côtés d’Auguste Rateau, polytechnicien et ingénieur des mines, jusqu’en 1943.
La SGCM passe sous le contrôle de la Société Rateau en 1928 et, en 1931, la production de moteurs Diesel sous licence MAN représentera à elle seule 75 % de son chiffre d'affaires.

#### Entreprise générale industrielle de l’Est et du Nord
En 1919, il est directeur de l’Entreprise générale industrielle de l’Est et du Nord, spécialisée dans les constructions industrielles, qui construisit une douzaine d’usines dont la Papeterie de Mimizan. En 1924, il devient administrateur de cette entreprise.

#### Papeteries de Gascogne
Le Groupe Gascogne prend naissance le 1er juillet 1921, bien avant les assemblées constitutives de l’année 1925 qui marquent la création officielle des Papeteries de Gascogne dans le cadre du développement économique de la région landaise.
À partir de cette date, s’ouvre une période qui va voir le siège de la société revenir de Paris à Mimizan. Léon Monnet, premier directeur général de la société, sera nommé en 1927, et Charles Cadilhon, premier président, prendra les bonnes décisions au milieu des difficultés industrielles, économiques et parfois sociales, considérables.
En 1937, Casimir Monteil est ingénieur-conseil des Papeteries de Gascogne, usine utilisant la pâte à papier provenant du bois de la forêt des Landes, construite grâce à un investissement de la Société Générale Immobilière. Il restera administrateur et le doyen des membres du conseil d'administration à Mimizan auquel il participait chaque année, depuis le tout premier conseil en 1925, jusqu’à la fin de sa vie en 1965.

#### Unités de mesure
Casimir Monteil a créé et introduit une nouvelle unité de mesure pour le froid, la « Frigorie ». En effet, il pensait que l’utilisation de « calories négatives » était d’usage peu pratique. Il introduit cette nouvelle unité qui sera adoptée officiellement beaucoup plus tard, par le décret no 66-16 du 5 janvier 1966, « relatif aux unités de mesure et au contrôle des instruments de mesure ».
La frigorie est la quantité d'énergie nécessaire pour abaisser de 1 °C la température d'un litre d'eau, alors que la kcal est la quantité de chaleur nécessaire pour l'élever de 1 °C. Autrement dit, 1 frigorie équivaut à 1 kcal ou 1000 calories. Sa valeur est de 4 185,5 Wh, valeur expérimentale résultant des déterminations les plus récentes. Elle est souvent exprimée en kilofrigorie (kfg). De nos jours, la frigorie (symbole fg), bien que peu connue du grand public, est cependant très largement utilisée dans l’industrie du froid, aussi bien en France qu’à l’étranger.
De façon plus générale, Casimir Monteil s’est intéressé aux unités de mesure. En 1947, il a rédigé, dans le fascicule A20 des Techniques de l’Ingénieur, un chapitre intitulé « Unités » dans lequel il présente et compare les trois systèmes de mesure les plus utilisés : le système métrique MKS (mètre-kilo-seconde) qui deviendra le Système International (SI), le système CGS (centimètre-gramme-seconde) et le système MTS (mètre-tonne-seconde).

#### Voyages à l’étranger
Aussi bien pour son activité dans l’industrie que pour celle d’enseignant, Casimir Monteil a été amené à faire des missions à l’étranger, dont voici les plus significatives :
- 1913 : Délégation du Ministère du Commerce au Congrès du Froid de Chicago,
- Simultanément, délégation du même Ministère dans les écoles techniques des États-Unis et du Canada, Pittsburgh et New York, en septembre, octobre 1913,
- Membre de la Délégation française au Congrès international de mécanique appliquée de Stockholm en 1930,
- Chargé de mission à l’exposition de 1937 en Belgique et en Allemagne en 1939,
- Professeur à l’Institut polytechnique de l’Empereur Pierre-le-Grand à Petrograd (Saint-Pétersbourg en Russie),
- Professeur à l’Institut des Ponts-et-Chaussées de l’empereur Alexandre Ier à Petrograd,
- Professeur à l’École Supérieure des Ingénieurs de la Marine de l’empereur Nicolas Ier à Cronstadt (Russie).

Il faut penser qu’à cette époque-là, on allait aux États-Unis en bateau et en Russie en train ![pertinence contestée]

### Une retraite active
Bien qu’à la retraite en ayant quitté depuis 1948 son poste de directeur de l’École Centrale, Casimir Monteil restait très actif avec deux sujets importants nécessitant beaucoup de temps et de recherches : la publication des Techniques de l’Ingénieur et la rédaction d’un ouvrage retraçant l’histoire des Papeteries de Gascogne.

#### Les Techniques de l’Ingénieur
En 1944, Casimir Monteil est le fondateur des « Techniques de l’Ingénieur » avec Maurice Postel, Ingénieur École Centrale. Dès l’origine de la collection, il est nommé directeur général de la rédaction et directeur des traités Mécanique et chaleur. Il est aussi l’auteur de l’introduction du chapitre « Machines hydrauliques et thermiques ». Sa collaboration se poursuivit pendant 15 ans en tant que directeur technique.
Aujourd'hui composée de 110 volumes (soit environ 60 000 pages), la collection constituée de fascicules indépendants et mobiles couvre toutes les techniques de base mises en œuvre dans l'industrie et la recherche. Site : https://www.techniques-ingenieur.fr/
Introduction de la publication :
Dans l’introduction générale, Casimir Monteil présente les principes qui ont guidé les fondateurs de cet ouvrage : « S’éloigner du type pur aide-mémoire qui ne pourrait servir qu’à un lecteur très instruit en quête d’un chiffre oublié. Rappeler à la fois les résultats et les enchaînements qui les entourent. Donner ainsi à nos lecteurs une sécurité plus grande dans leurs calculs, auxquels ils doivent ajuster des nombres dont il serait dangereux de ne pas connaître le plein sens, le degré de généralité et aussi les restrictions d’emploi. »

#### Séjours à Rochemaure
Peu de temps après avoir pris sa retraite, il vendit son appartement du 31 de l’avenue Parmentier devenu trop grand et s’installa dans un immeuble, situé dans le 8e arrondissement, au no 16 de la rue Clément-Marot.
Après le décès en 1957 de son épouse Mathilde Claudel dont il était séparé depuis plusieurs années, Casimir Monteil épousa en secondes noces et dans la plus stricte intimité, à Paris, Marie Louise Péquignot qui partageait sa vie 16 rue Clément-Marot.
Chaque année, ils avaient pris l’habitude de faire un séjour à Mimizan dans les Landes afin d’assister au conseil d'administration des Papeteries de Gascogne.
Dans les années 1960, ils passaient quelques mois dans la maison de son enfance à Rochemaure qu’il retrouvait chaque année avec plaisir.
Encore actif à l’âge de 80 ans, ses matinées étaient consacrées à sa correspondance toujours abondante et l’après-midi, Il recevait sa famille ou des amis parisiens de passage dans la Vallée du Rhône, ou encore il lisait les auteurs classiques de la collection de la Pléiade. Lorsque ces visiteurs étaient plus nombreux, un cercle se formait autour de son fauteuil pour l’écouter et il racontait avec plein d’humour et d’esprit des anecdotes sur sa vie si riche.

#### Décès de Casimir Monteil
Quelques mois seulement avant son décès, en juin 1965, il faisait paraître dans la revue Arts et Manufactures, un article intitulé « Un beau geste de Gustave Eiffel » relatant une anecdote lors d’une rencontre entre le constructeur de la fameuse tour, le directeur de l’ECP, Paul Buquet et un jeune et brillant élève de deuxième année, René Deligny, promis à un bel avenir.
Casimir Monteil, âgé de 89 ans, meurt d’une crise cardiaque le 11 octobre 1965 à son domicile parisien. Depuis déjà plusieurs années, il était sujet à des crises épisodiques.
Il est enterré au cimetière de Rochemaure dans le caveau de famille qu’il avait fait construire lors du décès de sa fille âgée de 33 ans en choisissant au mieux son emplacement, au milieu du mur côté Est, face à la montagne et au château de Rochemaure.

## Distinctions, honneurs et décorations

### Titres et distinctions

#### Académie des Sciences
En 1929, Casimir Monteil est élu Membre de l’Institut (Académie des sciences), assemblée de scientifiques, choisis parmi les plus éminents spécialistes français ou étrangers et fondée par Colbert en 1666.

#### Société des Ingénieurs Civils de France (ICF)
Casimir Monteil est tout d’abord élu président de la 3e section (Mécanique et ses applications) de la Société des ingénieurs civils de France (ICF) en 1927, 1928 et 1929, puis il est nommé président de 1931 à 1936.
Cette société a fusionné en 1948 avec l'Union des associations et sociétés industrielles françaises pour donner naissance à la Société des ingénieurs et scientifiques de France (ISF).

#### Commission des Titres d’Ingénieur
En 1936, Casimir Monteil est nommé président de la Commission des titres d'ingénieur (CTI), l’un des premiers présidents d’ailleurs, car cette structure autonome a été créée par la loi du 10 juillet 1934 relative aux conditions de délivrance et à l'usage du titre d’« ingénieur diplômé ».
Sous l’égide du ministère de l'Enseignement Supérieur et de la Recherche, cet organisme est composé de 32 membres bénévoles nommés par cooptation : représentants d'écoles, représentants professionnels, ou bien encore des représentants des syndicats.

#### La FASFID
Créée en 1929, la Fédération des associations et sociétés françaises d'ingénieurs diplômés (FASFID) regroupe les associations d'anciens élèves diplômés des écoles d'ingénieurs françaises et en particulier l’École centrale. 
Beaucoup plus récemment, cette fédération a fusionné en 1992 avec la Société des ingénieurs et scientifiques de France (ISF) et le Conseil national des ingénieurs français (CNIF), pour donner naissance au Conseil National des Ingénieurs et Scientifiques de France (CNISF), devenu Ingénieurs et scientifiques de France (IESF).
Casimir Monteil est nommé président de la Fédération des Associations, Sociétés et Syndicats Français d’Ingénieurs (FASSFI), en 1929 et 1930.
En 1928, il est également le premier président de la FASFID qui succéda à la FASSFI avec pour ambition le regroupement des associations des ingénieurs diplômés. 

#### Société des Anciens Élèves Arts et Métiers
Le terme Gadzarts, parfois orthographié Gadz'Arts, désigne les élèves et les ingénieurs issus de l'École nationale supérieure d'arts et métiers (ENSAM). Il s'agit d'une contraction de « Gars des Arts ». En effet, depuis l’origine, « les Arts » ou « les Arts et Métiers » est le diminutif habituellement donné à l'école.
Casimir Monteil est nommé président de la Société des Anciens Élèves des Écoles Nationales d’Arts et Métiers, de 1935 à 1937. La société des anciens élèves a toujours été très active organisant de nombreuses manifestations festives souvent prestigieuses, activités sportives, culturelles et humanitaires, mais aussi professionnelles.

#### Commissariat à l’énergie atomique (CEA)
Casimir Monteil était membre du Commissariat à l’énergie atomique (CEA) organisme de recherche, fondé en 1945 ayant pour mission principale de développer les applications de l'énergie nucléaire dans les domaines scientifiques, industriels et de la défense nationale.

#### Société Amicale des Ardéchois à Paris
La Société Amicale des Ardéchois à Paris a été fondée en 1890 par des Ardéchois installés à Paris. Toujours très active, elle regroupe actuellement plusieurs centaines de membres.
En 1934, Casimir Monteil était également membre de la « Société des Ardéchois de Paris ».

### Honneurs et décorations
- Commandeur de la Légion d'honneur (1937)
- Croix de guerre 1914-1918 (1919)
- Commandeur de l'ordre des Palmes académiques

#### Citation à l’Ordre de l’Artillerie de l’Armée
Le 12 août 1918, le « Capitaine Monteil Casimir Auguste, du 63e Régiment d’Artillerie, Commandant la D.C.A. (Défense Contre Avions) de la région industrielle de Nancy » fut cité à « L’Ordre de l’Artillerie de l’Armée », pour ses mérites militaires.
La Citation à l'ordre de l’armée est un titre de reconnaissance généralement lié à la remise d'une décoration, soit à titre civil, soit à titre militaire - pour faits d'armes.

#### Croix de guerre
En 1919, Casimir Monteil est décoré de la Croix de guerre.
La Croix de guerre 1914-1918 est une décoration militaire attribuée pour récompenser l'octroi d'une citation par le commandement militaire pour conduite exceptionnelle au cours de la Première Guerre mondiale. 

#### Légion d’honneur
Casimir Monteil est successivement :
- nommé chevalier de la Légion d’honneur, le 12 janvier 1919, pour ses mérites militaires,
- promu officier de la Légion d’honneur, en avril 1930,
- promu commandeur de la Légion d’honneur le 5 mars 1937 et remise de la cravate[32] par Léon Guillet et Henri Garnier[33] le 20 avril 1937.

La Légion d’honneur récompense depuis ses origines les militaires comme les civils ayant rendu des « services éminents » à la Nation. 

#### Officier d’Académie (Palmes académiques)
Le 17 juillet 1911, Casimir Monteil, professeur suppléant à l’École Centrale, est nommé Officier d’Académie par le Ministre de l’Instruction publique.
Plus tard, il sera promu commandeur dans l’ordre des Palmes académiques.
L'ordre des Palmes académiques est un ordre honorifique, ré institué en 1955, afin de remplacer la distinction d'Officiers d'académie, créée en 1808 par Napoléon Ier pour honorer les membres éminents de l'Université. Il comporte 3 grades : chevalier, officier et commandeur.

#### Distinctions étrangères
Ces distinctions honorifiques connues sous le vocable « Docteur honoris causa » ont été décernées à Casimir Monteil par les universités ou facultés suivantes pour sa personnalité éminente et pour son œuvre.
- Ex-Professeur à l’Institut Polytechnique de l’Empereur Pierre-le-Grand à Petrograd.
- Ex-Professeur à l’Institut des Ponts-et-Chaussées de l’Empereur Alexandre 1er à Petrograd.
- Ex-Professeur à l’École Supérieure des Ingénieurs de la Marine de l’Empereur Nicolas 1er à Cronstadt (Russie).

#### Hommages
À son décès, de nombreux hommages ainsi que de très nombreuses lettres ont été publiés, témoignant de la reconnaissance et de l’amitié portée à Casimir Monteil.
- « Arts et Métiers »[34]
- « Arts et Manufactures »[35]
- « Les Techniques de l'Ingénieur »[36]
- « Instantanés Techniques » [37]

## Publications
Certaines publications de Casimir Monteil ont fait l’objet de plusieurs éditions ou mises à jour, notamment ses cours à Centrale et quelques-unes sont encore disponibles sur certains sites de vente en ligne :
- Contribution à l’étude des courants de convection calorifique, Thèse de doctorat présentée à la Faculté des Sciences de Paris, L’éclairage électrique, 1905.
- Débit de l’orifice circulaire, par C. Monteil, Mémoire présenté par Maurice Lévy et publié dans les Annales des Ponts et Chaussées, 1907.
- Évaluation du froid obtenu dans une détente effectuée sans travail extérieur sensible, Bulletin des Ingénieurs Civils de France, 1909.
- Étude de quelques points particuliers du fonctionnement des turbines à vapeur, Bulletin de la Société des Ingénieurs Civils, 1910.
- Mise au point d’une méthode de Stodola pour le calcul de résistance des disques de turbines à vapeur à l’action de la force centrifuge, 1910.
- Chauffage et ventilation - Application aux locaux des Postes et Télégraphes, Conférences faites les 7 et 14 décembre 1910 à l’École Supérieure des Postes et Télégraphes par M. C. Monteil Chargé de Cours à l’École Centrale des Arts et Manufactures, 1910.
- Turbines à vapeur modernes, Conférence faite à l’Hôtel des Sociétés Savantes, sous la Présidence de M. Rateau, Technique Moderne, le 12 février 1913.
- La turbine à vapeur système Rateau, de 10 000 à 15 000 kW des nouvelles usines de la Compagnie Parisienne d’Électricité, Technique Moderne, le 15 février 1913.
- Disposition pour la production d’air froid, pour installations frigorifiques, et autres applications
- Brevet N° 460.710 du 24 juillet 1913 déposé par Casimir Monteil.
- Procédé et dispositif pour la production d’air froid
- Brevet N° 462.840 du 22 septembre 1913 déposé par Casimir Monteil.
- Compte rendu du troisième Congrès du froid, Chicago, septembre 1913. Génie Civil, janvier 1914 et suivants.
- Principes généraux de thermodynamique et de mécanique des fluides, Extrait du cours de Machines thermiques professé à l’École centrale des arts et manufactures, Casimir Monteil, Imprimeries réunies de Nancy, 1919.
- Cours d’hydraulique théorique, Extrait du cours de Mécanique des fluides professé à l’École centrale des arts et manufactures, Casimir Monteil, Imprimeries réunies de Nancy, 1919, (Ouvrage publié en 1920).
- Ventilateurs, soufflantes et compresseurs centrifuges, Extrait du cours de Machines thermiques professé à l’École centrale des arts et manufactures par C. Monteil Ingénieur AM et ECP, Docteur ès sciences mathématiques, Imprimeries réunies de Nancy, 1922.
- L’évolution de la turbine à vapeur, par C. Monteil, professeur du cours de machines thermiques à l’ECP, Extrait de « La Technique Moderne » Paris, Dunod Éditeur, 1924.
- Projets d’utilisation des faibles différences de température dans les eaux de la mer. Conférence faite au Groupement professionnel de l’électricité, Anciens élèves de l’École centrale, 8 rue Jean Goujon, 1929.
- Le moteur Hesselman à gaz oil et à faible pression, par C. Monteil, 1930.
- Les turbines à vapeur - M. Monteil Société française des électriciens, École supérieure d'électricité. Rédaction des élèves, 1931-1932. Également publié par le CNAM en 1934.
- L'équilibrage et les machines à équilibrer, A. Antoni, préface de C. Monteil, Paris, Dunod, 1936.
- Moyens de communication, Communication faite à Radio Paris à 19h30 par le Professeur Monteil, 15 pages, 5 mars 1937.
- Turbines à vapeur, préface de l’ouvrage du Général Russe Pio-Oulsky, professeur à la faculté technique de l’université de Belgrade, 1939.
- Utilisation des gaz de hauts-fourneaux, article publié dans la Revue de la métallurgie, 1940.
- Générateurs de vapeur à très haute pression, G. Brola et C. Monteil, préface de C. Monteil, 1941.
- Séance commémorative en l'honneur de M. Émile Picard, Allocutions de MM. Léon Guillet, C. Monteil, Henri Vergne et Jean Verrier, École centrale des arts et manufactures, Paris, 1942.
- Cours de machines par C. Monteil, leçons recueillies et rédigées par Georges Lambrault, 1942.
- La turbine à vapeur système Rateau de 10 000 à 15 000 kW, par C. Monteil, Docteur ès Sciences, chargé du cours de Mécanique appliquée à l’École centrale des arts et manufactures, Ingénieur de la Société générale de constructions mécaniques. Librairie H. Dunod, 1943.
- Techniques de l’Ingénieur, 1944, Casimir Monteil est le fondateur des « Techniques de l’Ingénieur » avec M. Maurice Postel, Ingénieur École Centrale.
- Unités, par Casimir Monteil, Fascicule A20 des Techniques de l’Ingénieur, 1947.
- Les sujétions imposées pour l'isolement et le groupement des malades dans la conception d'un projet d'hôpital, par M. Marcel Portevin, Allocution de M. Monteil, 1947.
- Sadi Carnot, Fondateur de la thermodynamique, par M. Casimir Monteil. 150ème anniversaire de la naissance de Sadi-Carnot, Allocution d’ouverture de M. Louis Pineau. Introduction par M. Dumanois, 1947.
- Thermodynamique de la turbine à gaz, Paul Chambadal. Préface de C. Monteil, Paris, Hermann, 1949.
- L'air comprimé - Tome 1er Production, par Jean Lefèvre, préface de Casimir Monteil, directeur honoraire à l'École centrale, Paris, Baillière et fils, 1951.
- Histoire des Papeteries de Gascogne de la fondation au 31 décembre 1958, par Casimir Monteil, Directeur Honoraire de l’École Centrale, 1959.
- Chaleur et thermodynamique, Écoles Nationales d'ingénieurs Arts et Métiers, par C. Chaussin. Préface de C. Monteil, Paris, Dunod, 1962.
- Un beau geste de Gustave Eiffel, Article de Casimir Monteil, Revue Arts et Manufactures, no 154 juin 1965, p 57-58